# Dicée à gorge blanche
Dicaeum erythrothorax
Espèce
Statut de conservation UICN

 LC  : Préoccupation mineure
Le Dicée à gorge blanche (Dicaeum erythrothorax) est une espèce de passereaux de la famille des Dicaeidae.

## Répartition
Il est endémique de Buru en Indonésie.

## Habitat
Il habite les forêts humides tropicales et subtropicales.